# 伴蒿蹊
伴 蒿蹊（ばん こうけい、享保18年10月1日（1733年11月7日） - 文化3年7月25日（1806年9月7日））は、江戸時代後期の歌人・文筆家。名を資芳（すけよし）と称し、別号を閑田蘆と号した。『近世畸人伝』の執筆者として知られる。

## 来歴
生家は近江八幡出身の京都の商家で、8歳で本家の近江八幡の豪商伴庄右衛門資之の養子となる。18歳で家督を継ぎ家業に専念したが、36歳で家督を譲って隠居・剃髪し、その後は著述に専念した。蒿蹊自身は擬古文にこだわりを持っており、その実践や啓蒙指導に熱心であった。著書『主従心得草』は近江商人の典型的な家訓であり、他に『閑田詠草』『閑田耕筆』『閑田次筆』といった随筆を残している。中でも、『近世畸人伝』は著名・無名な人物が数多く取り上げられており、18世紀頃の江戸時代を知るのに有益な伝記集である。
蒿蹊自筆の関西大学本『伴氏系図』からは、質素な生活を送りつつ多くの寄進や喜捨を行った道悦居士を一族の理想的な人物としていたことや、彼の生き方を子孫に伝えたかったことが推察される。
大正4年（1915年）、従四位を追贈された。

## 近世畸人伝
『近世畸人伝』（正編）は五巻から成り、1790年に京都で出版された。伴蒿蹊著、三熊花顚画。中江藤樹・貝原益軒といった有名人から無名の町民や農民まで、あらゆる階層の人物100余名の伝記が収録されている。1798年には三熊思孝により『続近世畸人伝』（全五巻）が出版された。正続編合わせて、執筆時期までに故人となった畸人（世人に比べて変わっているが人間としてのあり方が天にかなった人の意）約200人を収める。
著名な登場人物としては、正編では中江藤樹・貝原益軒・僧鉄眼・小野寺秀和妻・遊女大橋・売茶翁・金蘭斎・柳沢淇園・池大雅・祇園梶子などが登場し、続編には石川丈山・佐川田喜六・僧元政・本阿弥光悦らが登場する。

## 文献
- 『近世畸人伝』森銑三校注 岩波文庫 初版1940年－度々復刊
- 『近世畸人伝、続近世畸人伝』宗政五十緒校注、平凡社東洋文庫 初版1972年
- 『近世畸人伝』中野三敏校注、中央公論新社〈中公クラシックス〉、2005～06年
- 『続 近世畸人伝』同上－著者は三熊花顛（みくまかてん、画家、1730～94年）、蒿蹊は補著者。
- 『伴蒿蹊集』風間誠史校訂 ＜叢書江戸文庫＞ 国書刊行会、1993年
国文世々の跡・訳文童喩・閑田文草・門田のさなへ・あし曳の日記 他